# Samuel Emmanuel Suka
Samuel Emmanuel Suka (ur. 10 września 1983) – beniński piłkarz grający na pozycji obrońcy.

## Kariera klubowa
W swojej karierze Suka występował w takich klubach jak Soleil FC z miasta Kotonu i ghański Liberty Professionals z miasta Dansoman.

## Kariera reprezentacyjna
W reprezentacji Beninu Suka zadebiutował w 2004 roku. W tym samym roku został powołany do kadry na Puchar Narodów Afryki 2004. Tam rozegrał swoje dwa jedyne spotkania w kadrze narodowej: z Marokiem (0:4) i z Nigerią (1:2).